# Îles Dumoulin
Pour les articles homonymes, voir Dumoulin.
Les îles Dumoulin sont un groupe d'îles et îlots rocheux situé à l'extrémité nord-est de l'archipel de Pointe-Géologie (terre Adélie), en mer Dumont-d'Urville (océan Austral) au large du continent antarctique.

## Description
Les îles Dumoulin forment un groupe de plus d'une vingtaine d'îles et îlots rocheux situés à l'extrémité nord-est de l'archipel de Pointe-Géologie. Les trois principales îles sont : le rocher du Débarquement, à l'extrême nord ; l'île du Dépôt, au centre ; et 
l'île Pasteur, au sud-est. Les îles Dumoulin sont les plus au large de tout l'archipel de Pointe-Géologie (11 km du continent antarctique). L'île Pasteur, la plus haute du groupe, atteint 22 m d'altitude.

## Histoire
Les îles Dumoulin sont aperçues le 22 janvier 1840, probablement par l'ouest et à 7 milles de distance, par l'expédition menée par Jules Dumont d'Urville. Deux canots y débarquent une quinzaine d'hommes qui prennent possession de cette nouvelle terre. 
En janvier 1912, John King Davis, capitaine de l'Aurora, le voilier à vapeur de l'expédition antarctique australasienne de Douglas Mawson, procède à une cartographie sommaire des îles depuis le large. Mawson est crédité pour avoir donné aux îles le nom d'Adrien Vincendon-Dumoulin (1811-1858), hydrographe et cheville ouvrière de l'expédition de Dumont d'Urville. S'il l'a vraiment fait, ce doit être après coup, car il n’était pas à bord de l'Aurora en janvier 1912.
Trente-cinq ans plus tard (1946-1947), 
les îles sont repérées sur des photos aériennes prises lors de l'opération Highjump de l'US Navy. En octobre 1950, un groupe de la 3e expédition antarctique française en terre Adélie parcourt les îles Dumoulin à la recherche d'une trace du débarquement de 1840.

## Patrimoine
Les îles Dumoulin abritent un site et monument historique (SMH) officiellement répertorié par le secrétariat du traité sur l'Antarctique, le rocher du Débarquement, lieu de la prise de possession de la terre Adélie, le 22 janvier 1840 (SMH 81).